# 松本智樹
松本智樹（日语：松本 トモキ，10月31日—），日本漫畫家、插畫家。

## 主要作品
全由史克威爾艾尼克斯發行。

### 連載
- 櫻花樹下的小惡魔，原名（《月刊GANGAN JOKER》，全6冊）東立出版社
- 制服的吸血鬼女王，原名《制服》（《月刊GANGAN JOKER》，全3冊）

### 漫畫選集
- 櫻花樹下的小惡魔1.5（《女裝Anthology（日语：ガンガンコミックスアンソロジー#女装少年アンソロジー）》）

### 插圖
- 「四季（秋）」（GANGAN ONLINE2008年10月30日）

## 插圖
- 電視動畫 我不受歡迎，怎麼想都是你們的錯！ 第8話片尾插圖

## 來源
1. ↑  . 松本智樹的官方個人網站.   [2016-12-04]. （原始内容存档于2019-09-02） （日语）.

## 外部連結
- WHITE ARTS （页面存档备份，存于） （日語）－松本智樹的官方個人網站。